# Thác A Dơi
Thác A Dơi là thác trên sông Sê Pôn ở xã A Dơi huyện Hướng Hoá tỉnh Quảng Trị, Việt Nam.
Đoạn sông Sê Pôn chỗ có Thác A Dơi là đường tự nhiên của biên giới Việt Lào. Thác cách Ngã ba Tân Long 16°35′51″B 106°39′18″Đ / 16,59741°B 106,654943°Đ trên Quốc lộ 9 cỡ trên 30 km hướng đông nam theo Tỉnh lộ Lìa (số hiệu quản lý là Đường tỉnh 586). Đường tỉnh này nối xã Tân Long tới xã Lìa và A Dơi của huyện Hướng Hoá. Từ trung tâm xã Lìa có 2 đường đến thác: đường qua xã Xy được mô tả là trải beton dễ đi hơn, và đường qua xã A Dơi khó đi hơn.
Thác cao cỡ 30 m, đổ nước trong khung cảnh núi rừng hoang sơ, tạo thành điểm hấp dẫn trong tour du lịch hiểm trở ở vùng núi Hướng Hoá.
Đoạn sông Sê Pôn ở vùng này đủ lớn nên có nước quanh năm. Mặt khác có khá nhiều ghềnh thác, khách đến thăm chưa nhiều nên có sự mô tả chưa chính xác vị trí thác: có văn liệu nói "thác ở xã Lìa" trong khi xã này không giáp với sông Sê Pôn, hoặc coi thác ở xã Xy là "thác A Dơi".